# 名誉作家
名誉作家（めいよさっか）とは、下記のことを指す（詳細は本項各節で解説）。
- ヨーロッパ諸国の国立大学、国立美術館・国立博物館や市町村が著名な実績を挙げた小説家、画家、書家その他の芸術家に贈る栄誉称号。
- 作家協会等の団体が優れた作家に贈る名誉称号。
- 上記の称号を受けた個人。

## 名誉作家

### ヨーロッパの国立大学・国立博物館における名誉作家
ヨーロッパの国々では国立大学や国立博物館等で名誉作家の称号を定め、優れた人物に授与する例がある。
国立大学の授与例としては、1997年には日本の栃木県足利市在住の書家である友常太響が前年秋のローマ国際美術博覧会に出展した作品の芸術性が評価され、イタリア国立グレゴリアン大学から名誉作家の称号を贈られているほか。国立美術館の授与例では、2000年、日本の福岡県飯塚市在住の画家で日本芸術家連盟理事を務める福澤猷男がフランスのルーブル美術館館長らで構成するルーブル ロイヤルアカデミー芸術評議会より「ヌーベル・ルネサンス認定名誉作家」の称号を授与されている。また国立博物館における事例としては、2008年、東京都在住で知的しょう害のある画家 AKIが自由な感性で描いた作品30点の芸術性が評価され、スペイン国立バルセロナ海洋博物館より、「金賞」、「日本・スペイン交流親善名誉作家」の称号を授与されている。

### 市町村における名誉作家
市町村の事例としては、2000年、長野県大町市在住の画家 中村昭三がドイツの国際芸術博覧会に出展した油絵が文化親善大使名誉賞を受賞するなど評価を受け、当該実績によりドイツのローデンブルク市から名誉作家の称号を授与されている。

### 報道資料
- 『朝日新聞』1997年3月11日朝刊栃木
- 『毎日新聞』2000年11月22日地方版福岡
- 『読売新聞』2000年9月23日東京朝刊長野2版
- 『読売新聞』2013年12月4日中部朝刊愛知2版